# Kepler (kráter)

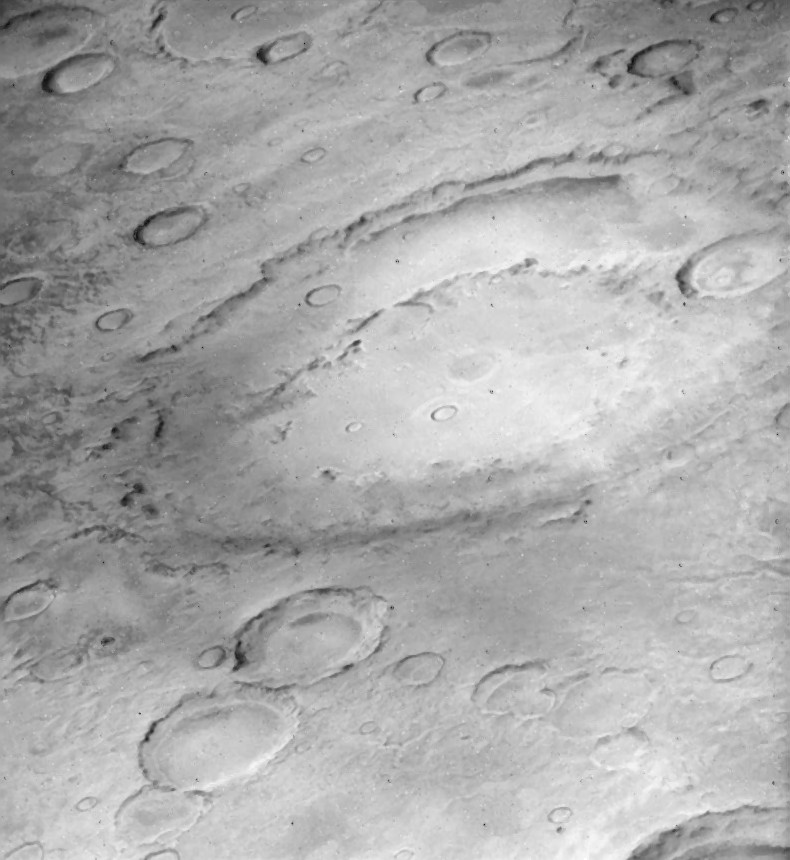

Kepler je měsíční impaktní kráter, který leží mezi Oceanus Procellarum na západě a Mare Insularum na východě. Na jihovýchodě je kráter Encke. Kepler je pojmenován podle německého astronoma a matematika 17. století Johannese Keplera. Kepler je pozoruhodný pro výrazný paprskový systém, který pokrývá okolní moře. Paprsky se rozprostírají na vzdálenost více než 300 kilometrů a překrývají paprsky z jiných kráterů. Kepler má malý val obklopující vnějšek svého vysokého okraje. Vnější stěna není zcela kruhová a má mírně polygonální tvar. Vnitřní stěny Kepleru jsou propadlé a mírně terasovité, klesající k nerovnému dnu a menšímu středovému vrcholku.
Jeden z paprsků z kráteru Tycho se táhne přes Oceanus Procellarum a protíná tento kráter. To byl faktor při výběru jména kráteru, když Giovanni Riccioli vytvářel svůj systém lunární názvů, protože Kepler použil pozorování Tycha Braheho při navrhování svých tří zákonů planetárního pohybu. Na mapách Riccioli tento kráter pojmenoval Keplerus a okolní misto pro vyšší albedo terénu pojmenoval Insulara Ventorum .